# A Christmas Prince: The Royal Wedding
A Christmas Prince: The Royal Wedding ist eine US-amerikanische Liebeskomödie von Alex Zamm aus dem Jahr 2018. Der Film wurde am 30. November 2018 weltweit auf Netflix veröffentlicht. Fortsetzung von A Christmas Prince.

## Handlung
Seit einem Jahr sind Amber und Richard glücklich verlobt. Zur Weihnachtszeit reisen Amber und ihr Vater Rudy nach Aldovien, um Bernsteins Hochzeit zu planen. Amber bloggt weiterhin über das königliche Leben mit Richard. Amber ist überwältigt von den diktatorischen Traditionen des königlichen Protokolls und der mangelnden Kontrolle über ihre eigene Hochzeit, die von dem extravaganten Designer Sahil und Mrs. Averill kontrolliert wird, während Richard mit der fehlgeschlagenen Umsetzung seines aldovianischen Programms zur wirtschaftlichen Wiederbelebung, der New Aldovia-Initiative, zu kämpfen hat, das auf mysteriöse Weise Geld aus der Monarchie blutet, da Arbeitslosigkeit und niedrige Löhne die zunehmend unzufriedene Bevölkerung treffen. Um die wirtschaftlichen Bemühungen zu unterstützen, holt Königin Helena Lord Leopold, um Richard zu unterstützen, da Leopold Hilfsmaßnahmen mit Richards verstorbenem Vater geplant hatte. In der Zwischenzeit kehrt auch Simon, der aufgrund seiner Scheidung von Sophia verarmt ist, zurück, um zu bitten, in den Palast zurückgebracht zu werden. Ein ärgerlicher Richard akzeptiert widerwillig, da Simon eine Familie ist.
Die Beziehung zwischen Amber und Richard wird angespannt, da Richard zunehmend von königlichen Forderungen abgelenkt wird und Amber sich weigert, sich an Mrs. Averills strenge Richtlinien zu halten. Nachdem Prinzessin Emilys Stück aufgrund eines Streiks von Regierungsangestellten abgesagt wurde, veranstaltet Amber das Stück im Palast. Während der Umzug gut aufgenommen wurde, wird Amber wütend, als Mrs. Averill aufgrund ihres ungezwungenen Charakters Beiträge aus ihrem Blog über die Affäre entfernt, und ist weiter wütend, als Sahil und Mrs. Averill verlangen, dass sie ihr Medaillon (das das Foto ihrer verstorbenen Mutter enthält) für ein königliches Porträt entfernt.
Nachdem Amber von einem arbeitslosen Arbeiter eine bittere Weihnachtskarte erhalten hat, untersucht sie mit ihren Freunden, die gekommen sind, um ihre Hochzeit zu feiern, die königlichen Finanzen. Sie erfährt, dass die Initiative New Aldovia gescheitert ist, weil eine Gruppe neuer Unternehmen lokale Arbeiter überboten und das Geld aus dem Land genommen hat. Während eines Paparazzi-Hinterhalts wird sie von Simon gerettet, der bei der Untersuchung des wirtschaftlichen Problems helfen will. Mit Emilys Hilfe hackt sich die Gruppe in eine Site ein, auf der die Shell-Unternehmen einem Verein, dem Glockenspiel Consortium, gehören. Mrs. Averill konfrontiert Richard und Amber mit Paparazzi-Fotos von Amber in einer Bar, während sie Nachforschungen anstellt, und Amber gibt zu, dass sie ermittelt hat. Als Richard sie nicht gegen Mrs. Averill verteidigen kann, stürmt sie heraus. Richard gibt Emily gegenüber sein Versagen als Verlobter zu, und als er Amber in der alten Jagdhütte seines Vaters findet, sagt Richard ihr, dass er nicht damit leben könnte, wenn sie irgendwas aufgeben müsste, um mit ihm zusammen zu sein. Richard verspricht Amber, dass sich eine Sache nie ändern wird: seine Liebe zu ihr. Amber vergibt ihm und die beiden versöhnen sich.
Während einer königlichen Feier, bei der Helena Amber den Segen gibt, die von ihr gewünschte Zeremonie abzuhalten, enthüllt die Gruppe, dass das Glockenspiel-Konsortium Leopold gehört, der angesprochen und in den Palastkerker geworfen wird. Richard gibt eine Weihnachtsadresse, die allen aldovianischen Arbeitern Urlaubsgelder verspricht, und die Bevölkerung feiert. Richard und Amber heiraten schließlich in einer Zeremonie, die Tradition mit Moderne verbindet, und alle feiern, als Richard und Amber gehen, um einen privaten Kuss zu teilen.

## Synchronisation
Die Synchronisation des Films übernahm die TV+Synchron in Berlin. Das Dialogbuch schrieb Michael Herrmann und die Dialogregie führte Fabian Kluckert.
| Rolle                  | Schauspieler   | Deutscher Sprecher |
| ---------------------- | -------------- | ------------------ |
| Amber                  | Rose McIver    | Lina Rabea Mohr    |
| Prinz Richard          | Ben Lamb       | Ricardo Richter    |
| Premierminister Denzil | Tom Knight     | Werner Böhnke      |
| Königin Helena         | Alice Krige    | Isabella Grothe    |
| Mrs. Averill           | Sarah Douglas  | Denise Gorzelanny  |
| Simon                  | Theo Devaney   | Arne Stephan       |
| Prinzessin Emily       | Honor Kneafsey | Nurija Böll        |
| Ivana                  | Katarina Čas   | Ilka Teichmüller   |
| Melissa                | Tahirah Sharif | Olivia Büschken    |

## Fortsetzung
Am 5. Dezember 2019 erschien auf Netflix der dritte Teil der Reihe.